# Annette Schavan
Annette Schavan (ur. 10 czerwca 1955 w Jüchen) – niemiecka polityk, działaczka Unii Chrześcijańsko-Demokratycznej (CDU), minister edukacji i badań naukowych w latach 2005–2013.

## Życiorys
Na uniwersytetach w Bonn i Düsseldorfie studiowała teologię katolicką, filozofię i pedagogikę, doktoryzując się w 1980. Do 1984 pracowała w Cusanuswerk, jednej z rządowych instytucji stypendialnych. Następnie do 1987 była zatrudniona w instytucji edukacyjnej w Akwizgranie. W latach 1987–1988 była dyrektor zarządzającą Frauen-Union, organizacji kobiecej przy CDU. Powróciła następnie do Cusanuswerk, gdzie pełniła funkcję dyrektora generalnego (1988–1991) i prezesa (1991–1995).
W latach 1982–1984 zasiadała w radzie miasta Neuss. W latach 1995–2005 sprawował urząd ministra ds. kultury, młodzieży i sportu w rządzie Badenii-Wirtembergii. Od 2001 jednocześnie zasiadała w landtagu tego kraju związkowego. Zyskała rozgłos kontrowersyjną decyzją w sprawie zakazu muzułmańskim nauczycielkom noszenia w szkołach chust religijnych na głowie. W 1998 została wiceprzewodniczącą federalnych struktur CDU, funkcję tę pełniła do 2012. W 2005 ubiegała się o nominację na kandydata CDU na nowego premiera Badenii-Wirtembergii, przegrała jednak partyjne prawybory z Güntherem Oettingerem.
W wyborach w tym samym roku uzyskała mandat posłanki do Bundestagu, który odnawiała w wyborach w 2009 i 2013, zasiadając w niższej izbie niemieckiego parlamentu do 2014.
22 listopada 2005 objęła urząd ministra edukacji i badań naukowych w pierwszym rządzie Angeli Merkel. Pozostała na tym urzędzie również w powołanym 28 grudnia 2009 drugim gabinecie dotychczasowej kanclerz.
Po udowodnieniu plagiatu w pracy doktorskiej z 1980 Uniwersytet Heinricha Heinego w Düsseldorfie 5 lutego 2013 odebrał jej doktorat. Polityk ustąpiła ze stanowiska, a jej następczynią (od 14 lutego 2013) została Johanna Wanka.
W lipcu 2014 otrzymała nominację na ambasadora Niemiec przy Stolicy Apostolskiej; funkcję tę pełniła do 2018.